# Chaetedus longiceps
Chaetedus longiceps är en insektsart som beskrevs av Alan C. Eyles 1975. Chaetedus longiceps ingår i släktet Chaetedus och familjen ängsskinnbaggar. Inga underarter finns listade i Catalogue of Life.